# Leandro Carvalho da Silva
Leandro Carvalho da Silva, noto semplicemente come Leandro Carvalho (Belém, 10 maggio 1995), è un calciatore brasiliano, attaccante svincolato.

## Caratteristiche tecniche
È un'ala destra.

## Carriera
Cresciuto nelle giovanili del Paysandu, ha esordito in prima squadra il 12 febbraio 2014 in occasione del match di Copa Verde vinto 7-2 contro il Náutico-RR.

## Palmarès

### Club

#### Competizioni statali
- Campionato Paraense: 2

Paysandu: 2016, 2017
- Campionato Carioca: 1

Botafogo: 2018
- Campionato Pernambucano: 1

Náutico: 2022

#### Competizioni regionali
- Copa do Nordeste: 2

Ceará: 2020, 2023